# Alpinia arundelliana
Alpinia arundelliana är en enhjärtbladig växtart som först beskrevs av Frederick Manson Bailey, och fick sitt nu gällande namn av Karl Moritz Schumann. Alpinia arundelliana ingår i släktet Alpinia och familjen Zingiberaceae. Inga underarter finns listade i Catalogue of Life.